# Ahmad Sharbini
Ahmad Sharbini (ur. 21 lutego 1984 w Rijece) – piłkarz chorwacki grający na pozycji napastnika. Od 2009 roku jest zawodnikiem klubu Hajduk Split.

## Kariera klubowa
Karierę piłkarską Sharbini rozpoczął w klubie NK Rijeka, a w 2003 roku stał się członkiem składu pierwszej drużyny. 9 sierpnia 2003 roku zadebiutował w barwach Rijeki w pierwszej lidze chorwackiej w zremisowanym 0:0 domowym spotkaniu z Dinamem Zagrzeb. 6 grudnia 2003 w meczu z Osijekiem (3:2) strzelił pierwszego gola w lidze. W 2005 roku zdobył z Rijeką Puchar Chorwacji. W sezonie 2005/2006 wywalczył z Rijeką wicemistrzostwo oraz swój drugi w karierze puchar kraju.
Latem 2007 roku Sharbini przeszedł do klubu Al-Wahda FC ze Zjednoczonych Emiratów Arabskich. Grał w nim przez pół roku i na początku 2008 roku został piłkarzem FC Luzern. 1 marca 2008 zanotował w nim debiut w szwajcarskiej lidze w meczu z FC Sankt Gallen. W Luzern rozegrał 3 spotkania.
W 2008 roku Sharbini wrócił do Rijeki i grał w nim przez sezon. Latem 2009 roku wraz z bratem Anasem został zawodnikiem Hajduka, parę dni po tym, jak obaj zaliczyli hat-tricka w meczu z Lokomotivą Zagrzeb (6:0). 23 sierpnia zadebiutował w Hajduku meczem z Rijeką (0:2). W 2010 roku został z Hajdukiem wicemistrzem kraju, a także zdobył swój drugi w karierze Puchar Chorwacji.
| Sezon   | Klub         | Kraj                         | Rozgrywki    | Mecze | Bramki |
| ------- | ------------ | ---------------------------- | ------------ | ----- | ------ |
| 2003/04 | NK Rijeka    | Chorwacja                    | 1. HNL       | 12    | 1      |
| 2004/05 | NK Rijeka    | Chorwacja                    | 1. HNL       | 18    | 3      |
| 2005/06 | NK Rijeka    | Chorwacja                    | 1. HNL       | 28    | 15     |
| 2006/07 | NK Rijeka    | Chorwacja                    | 1. HNL       | 27    | 21     |
| 2007/08 | Al-Wahda FC  | Zjednoczone Emiraty Arabskie | UAE League   | 7     | 5      |
| 2007/08 | FC Luzern    | Szwajcaria                   | Super League | 3     | 0      |
| 2008/09 | NK Rijeka    | Chorwacja                    | 1. HNL       | 30    | 13     |
| 2009/10 | NK Rijeka    | Chorwacja                    | 1. HNL       | 1     | 3      |
| 2009/10 | Hajduk Split | Chorwacja                    | 1. HNL       | 9     | 0      |
| 2010/11 | Hajduk Split | Chorwacja                    | 1. HNL       |       |        |

## Kariera reprezentacyjna
W swojej karierze Sharbini występował w młodzieżowych reprezentacjach Chorwacji, U-17 i U-21. Z kadrą U-17 wystąpił na Mistrzostwach Świata U-17 w Trynidadzie i Tobago. Na tym turnieju rozegrał 3 mecze.

## Życie prywatne
Sharbini urodził się w Rijece. Jego ojciec Jamal jest Palestyńczykiem i urodził się w Damaszku. Studiował w Rijece ekonomię. Jest bratem Anasa Sharbiniego, także gracza Hajduka Split, z którym występował również w NK Rijeka.